# Heinrich August Kübel
Heinrich August Kübel (* 5. Februar 1799 in Heilbronn; † 9. November 1855 in Kirchheim unter Teck) war ein deutscher Jurist und Politiker.

## Leben
Als Sohn eines Oberjustizrats und Stadtschreibers geboren, studierte Kübel nach dem Besuch des Heilbronner Gymnasiums Rechtswissenschaften in Tübingen. Während seines Studiums wurde er 1817 Mitglied der Alten Tübinger Burschenschaft Arminia. Im Zuge der Demagogenverfolgung wurde er 1824 in der Festung Hohenasperg inhaftiert und aufgrund seiner Mitgliedschaft im Jünglingsbund zu sechs Monaten Festungsarrest verurteilt. Später wurde er Rechtskonsulent in Kirchheim unter Teck. Nachdem ihm zuerst „Wahlunfähigkeit“ bescheinigt wurde, konnte er von 1839 bis 1849 dennoch für die Liberal-Konservative Partei in den Landtag einziehen. 1841 erhielt er das Bürgerrecht in Kirchheim unter Teck und wurde Stadtschultheiß. 1849 trat er zurück und arbeitete als Rechtsanwalt.